# Henry Pericol
Henry Pericol (în engleză Henry Danger) este un sitcom pentru adolescenți american creat de Dana Olsen și Dan Schneider, care a avut premiera pe Nickelodeon în data de 26 iulie 2014 și finalul pe 21 martie 2020. Actorii principali ai acestei serii sunt Jace Norman, Cooper Barnes, Riele Downs, Sean Ryan Fox și Ella Anderson.

## Premisă
Henry Hart este un băiat de 13 ani care locuiește în orașul Swellview. El s-a angajat cu jumatate de normă ca și Puștiul Pericol, ajutorul Super Căpitanului, care este un super-erou binecunoscut în Swellview. Căpitanul îi spune lui Henry să nu spună nimănui despre slujba lui, așa că încearcă să păstreze secretul față de cei mai buni prieteni, Charlotte și Jasper, sora lui mai mică, Piper și părinții săi. Henry vrea sa se angajeze într-un magazin numit "Chestii și Catrafuse", care are un lift secret care duce la Peștera Super Căpitanului, locul în care Super Căpitanul își face treaba. Super Căpitanul îi spune lui Henry că nu va mai fi în jur prea mult timp și că are nevoie de cineva să îi i-a locul atunci când va pleca.În căutarea unui loc de muncă cu fracțiune de normă, Henry Hart, în vârstă de 13 ani, se află în ajutorarea super-eroului Capitanul ca și prieten, păstrând secretul de la familia și prietenii săi.Henry Danger urmărește aventurile lui Henry Hart de 13 ani, a cărui viață ia o întorsătură sălbatică când el este selectat de super-eroul Căpitanul Man pentru a fi ucenicul său. După ce și-a promis să-și păstreze noua identitate un secret, Henry trebuie să navigheze într-o viață dublă, echilibrând provocările clasei a opta cu aventurile nebune ale unui luptător al crimei.

## Difuzare
În Statele Unite, seria și primul sezon au avut premieră la Nickelodeon cu o singură oră pe 26 iulie 2014. Primul sezon sa încheiat la 16 mai 2015. Al doilea sezon a avut premiera la 12 septembrie 2015 și sa încheiat la 17 iulie, 2016. Al treilea sezon a avut premiera la 17 septembrie 2016 și a fost încheiat la 7 octombrie 2017. Al patrulea sezon a avut premiera pe 21 octombrie 2017 și sa încheiat la 20 octombrie 2018. Cea de-a cincea sezon a avut premiera la 3 noiembrie 2018. În Canada, seria a avut premiera pe YTV la 8 octombrie 2014. În Australia și Noua Zeelandă seria a început să difuzeze pe Nickelodeon pe 17 ianuarie 2015. În Regatul Unit și în Irlanda, seria a avut premiera la Nickelodeon în 13 februarie 2015.

## Descriere personaje principale
- Henry Hart / Puștiul Pericol

Henry Hart / Puștiul Pericol (Jace Norman) este un băiat în vârsta de 13 ani care devine ucenicul Super Căpitanului. El este un copil mediu la școală și cu puțini prieteni. Datorită aptitudinilor și gadget-urilor sale, Puștiul Pericol nu are nici o problemă în al ajuta pe Căpitan în misiunile sale. El va fi întotdeauna alături prietenii săi, chiar dacă trebuie să meargă să salveze lumea. În "Ora de putere", Henry câștigă reflexe super-rapide în timpul luptei împotriva fostului adversar al căpitanului Drex . El a primit această putere după ce a suflat fumul unei tarantule și o șopârlă maro și galbenă. Mai târziu, puterea va primi numele de "hyper-mutilitate". În "Partea 3: Un nou erou", își pierde puterile atingând antivirusul în timp ce îl folosește pentru a opri virusul și a salva lumea și Internetul.
- Ray Manchester / Super Căpitanul

Ray Manchester /Super Căpitanul(Cooper Barnes) este un super-erou care îl antrenează pe Henry. Acum 25 de ani, tatăl său, omul de știință Dr. Carl Manchester, a tras accidental o maneta de pe Densitizatorul Trans-Molecular pe care Ray la atins când era pe skateboard, facându-l indestructibil până azi. Acum el este un super-erou care luptă împotriva crimei. Avea nevoie de un partener, așa că îl alege Henry. Captain Man's Man-Cave se află sub "Junk 'n' Stuff" (în română: "Chestii și Catrafuse). Ray se arată îndrăgostită de mama lui Henry, doamna Hart, în ciuda faptului că aceasta este căsătorită, ceea ce uneori îl irită de Henry. El deține Omul Copter și Omul Van. Kale Culley portretizează o versiune mai tânără a lui în "Back to the Danger: Part 2". 
- Charlotte Page (Riele Downs) este unul dintre cei mai buni prieteni ai lui Henry. Este sarcastică și inteligentă. Ea este "maestrul sufletului" al ciorchinii, întotdeauna acolo pentru a întoarce toată lumea înapoi la realitate. Ea și Henry au fost cei mai buni prieteni de mult timp și, prin urmare, este destul de aproape de el să-i spună așa cum este. E un mare fan al Super Căpitanului. În cel de-al patrulea episod, Charlotte află secretul lui Henry și primește un post ca managerul lui Henry și Ray.

- Jasper Dunlop (Sean Ryan Fox) este prietenul lui Henry încă de când amândoi aveau 5 ani. Inițial, Henry și Charlotte reușesc cu succes să-i ascundă lui Jasper identitatea Super Căpitanului și faptul că Henry e Puștiul Pericol. Jasper nu e prea inteligent iar când încearcă să ajute înrăutățește lucrurile aproape de fiecare dată. În episodul "Știu secretul tău" Jasper află marele secret al lui Henry. Henry îl convinge pe Ray (alias Super Căpitanul) să nu îi șteargă memoria lui Jasper și să-l angajeze drept casier ca "Chestii și Catrafuse".

- Piper Hart (Ella Anderson) este sora lui Henry și este un fan al Super Căpitanului Ea și Henry nu sunt deloc apropriați. Piper susține că își urăște viața și reacționează exagerat la diverse probleme, în special despre mediile sociale. Piper nu-l suportă deloc pe Jasper, ceea ce uneori îl sperie pe acesta. În episodul "Grave Danger", datorită unei tehnici accidentale la DMV, Piper primește un permis de conducere, chiar dacă este minoră. Mai târziu, ea va afla că fratele ei e Puștiul Pericol în mod accidental, în timp ce făcea muncă în folosul comunității.

- Schwoz Schwartz (Michael D. Cohen) este un muncitor pentru Căpitanul Man care a manipulat echipamentul în Peștera Super Căpitanului , așa cum a fost cel care l-a construit. Prietenia lui Ray cu Schwoz a fost tensionată când Schwoz i-a "furat" lui Ray prietena. În cele din urmă Ray și Schwoz s-au împăcat cu ocazia venirii lui Schwoz pentru a repara calculatorul din Super Bârlog. De atunci, Schwoz a inventat diverse chestii pentru ai ajuta pe Super Căpitan și pe Puștiul Pericol. Uneori poate fi ciudat și amuzant, ceea ce-i enervează pe Ray și Henry. El se referă uneori la sora sa ca pe cineva care arată ca un cal. El avea, de asemenea, un android de schimbare a formei ca și "prietena lui".

- Dl. Hart / Jake

Dl. Hart / Jake (Jeffrey Nicholas Brown) este tatăl lui Henry și Piper, care lucrează ca manager de proiect. Este descris ca având o personalitate grijulie, jucăușă și copilărească.
- Doamna Hart / Kris

Dna Hart / Kris (Kelly Sullivan) este mama lui Henry și a lui Piper. Ea nu ia în seamă faptul că Super Căpitanul are o pasiune pentru ea.
- Mary Gaperman / Mary

Mary Gaperman / Mary (Carrie E. Barrett / Carrie Barrett) este co-ancora lui Trent la KLVY. Ea se enervează la Trent când întrerupe sau schimbă subiectul ei în timp ce vorbește despre știri.
- Trent Overunder / Trent

Trent Overunder / Trent (Winston Story) este editorul de știri despre KLVY care raportează despre activitățile din Swellview, care includ activitățile eroice ale Super Căpitanului și ale Puștiului Pericol.

## Distribuție
- Jace Norman ca Henry Hart / Puștiul Pericol
- Cooper Barnes ca Ray Manchester / Super Căpitanul
- Riele Downs ca Charlotte
- Sean Ryan Fox ca Jasper Dunlop
- Ella Anderson ca Piper Hart
- Michael Cohen ca Schwoz
- Jeffrey Nicholas Brown ca Jake Hart
- Kelly Sullivan ca Siren Hart
- Winston Story ca Trent Overunder
- Carie Barrett ca Mary Gaperman
- Matthew Zhang ca Oliver Pook
- Joe Kaprielian ca Sydney Birnbaum
- Jill Benjamin ca Ms.Shapen
- Duncan Bravo ca Mr.Gooch
- Ryan Grassmeyer ca Jeff
- Anna Lenes ca Evelyn Hall
- Samanta Martin ca Auto-Snacker
- Mike Ostroski ca Dr.Minyak
- William Romeo ca Bork
- Andrew Caldwell ca Mitch Bilsky
- Maeve Tomalty ca Bianca
- David Lengel ca Jed
- Kevin Symons ca Bill Evil
- Ben Giroux ca The Toddler
- Madison Dae Clarion ca Krisha
- Madison Iseman ca Veronica
- Kayla Madison ca Jana Tetrazini
- Tommy Walker ca Drex
- Saylor Bell ca Marla
- John Dixon ca Phone Shark
- Trevor Gore ca Ortho
- Steve Lewis ca Unchiul Mark
- Joey Richter ca The Time Jerker
- Elise Luthman ca Two Canz
- Sedona James ca Monica
- JR Reed ca Ortho's Dad
- Noland Ammon ca The Spoiler
- Sunt incluse în această listă personajele care apar în spinoff animat de Henry Danger, The Adventures of Kid Danger.

## Kira Kosarin ca Phoebe Thunderman
- Nathan Kress ca el însuși
- Russell Westbrook ca Shawn
- Jade Pettyjohn ca Chloe Hartman
- Brandon Weaver ca Invizibilul Brad
- Shawn White ca el însuși
- Jerry Trainor ca Joey
- Owen Joyner ca Arc
- Cree Cicchino ca Babe Carano
- Jack Griffo ca Max Thunderman
- Madisyn Shipman ca Kenzie Bell
- Kel Mitchell ca Double G
- Thomas Kuc ca Hudson Gimble
- Benjamin Flores Jr. ca Tripe G/Lil' Biggie
- Daniela Perkins ca Ciara
- Jerry Trainor ca Joey
- Snoop Dogg ca el însuși
- Bubba Ganter ca Bunny
- Sheldon Bailey ca Ruthless
- Dan Schneider ca Robert Kirby
- Geno Segers ca Ryker
- Frankie Grande ca Frankini
- Zoran Korach ca Goomer
- Shawn White ca el însuși

## Legături externe
- Henry Pericol la Internet Movie Database